# Maria Christina van Oostenrijk (1858-1929)
Maria Christina Désirée Henriette Felicitas Rainiera (Seelowitz, 21 juli 1858 – Madrid, 6 februari 1929), aartshertogin van Oostenrijk, koningin van Spanje, was de dochter van aartshertogin Elisabeth Francisca Maria van Oostenrijk en haar tweede echtgenoot aartshertog Karel Ferdinand van Oostenrijk. Ze was getrouwd met koning Alfons XII van Spanje en trad op als regent voor haar zoontje Alfons XIII.

## Biografie
Maria Christina werd op 21 juli 1858 geboren op Gross Seelowitz als de dochter van aartshertog Karel Ferdinand (1818-1874), een kleinzoon van keizer Leopold II, en aartshertogin Elisabeth (1831-1903). Ze was de derde in een gezin met zes kinderen. Ze stond bij haar familie bekend als "Christa".
Maria Christina trouwde op 29 november 1879 in het Koninklijk Paleis te Madrid met koning Alfons XII van Spanje (1857-1885), die een jaar eerder weduwnaar was geworden. Koning Alfons stierf zes jaar later, op 25 november 1885, toen koningin Maria Christina zwanger was van hun derde kind. Als het ongeboren kind een jongen was, werd het meteen koning. Als het een meisje zou worden dan zou de eerste dochter van Maria Christina, Mercedes, koningin worden. Op 17 mei 1886 werd hun eerste zoontje geboren, die meteen koning Alfons XIII werd. Zijn moeder trad tot zijn zestiende verjaardag in 1902 op als regentes.
Maria Christina en Alfons XII hadden drie kinderen:
- Maria de las Mercedes (11 september 1880 – 17 oktober 1904) huwde met Karel Maria van Bourbon-Sicilië (1870-1949).
- Maria Theresia (12 november 1882 – 23 september 1912) huwde met Ferdinand Maria van Beieren (1884-1958).
- Alfons (17 mei 1886 – 28 februari 1941) trouwde tegen de wil van zijn moeder met de protestantse prinses Victoria Eugénie van Battenberg (1887-1969)

## Regentschap
De regeringsperiode van Alfons XII en het regentschap van zijn weduwe behoren tot de schaarse rustpunten in de Spaanse geschiedenis. De grondwet van 1876 werd gehandhaafd: afwisselend regeerden de conservatieven van Antonio Cánovas del Castillo en de liberalen van Sagasta.
In 1898 brak de Spaans-Amerikaanse Oorlog uit, die uitliep op een nederlaag voor Spanje. In het vredesverdrag verloor het land haar laatste koloniale bezittingen buiten Afrika.
Koningin Maria Cristina bracht haar zomers door in de Baskische stad San Sebastian, eerst met haar man en later met haar zoon. Tot 1893 verbleef ze in het Paleis van Aiete, daarna in het Paleis van Miramar dat in haar opdracht was gebouwd aan de baai La Concha. Onder haar invloed ontwikkelde de stad zich tot een elegante badplaats. 